# 山桝義寛
山桝 義寛（やまます よしひろ、1898年（明治31年）6月16日 - 1965年（昭和40年）3月10日）は、日本の養蚕学者である。

## 経歴・人物
鳥取県に生まれ、京都高等蚕業学校（現在の京都工芸繊維大学工芸科学部）に入学する。1921年（大正10年）に卒業後は母校の助教授として活動し、後に教授に昇格した。その後は学校名の改称により京都工芸繊維大学の教授となり、後に京都大学農学部でも養蚕の教鞭を執る。
その傍らでカイコが患う病気予防の消毒やその解毒剤として利用される晒粉の研究に携わった。1945年（昭和20年）には農学博士を取得し、後に同大学の繊維学部長を1952年（昭和27年）の退官まで務める。晩年は日本学術会議の会員を2期務めた。

## 著書
- 『蚕病学教科書』